# Warunkowana preferencja miejsca
Warunkowana preferencja miejsca – technika behawioralna stosowania w eksperymentach z użyciem zwierząt, oparta na warunkowaniu klasycznym, w której oceniana jest preferencja zwierzęcia wobec środowiska (charakterystycznego pomieszczenia w klatce) skojarzonego z bodźcem nagradzającym lub karzącym. Stosuje się ją zwykle przy badaniu uzależnień.
Zazwyczaj zwierzę umieszczane jest w pewnych dniach w jednym z pomieszczeń i otrzymuje w nim badaną substancję, zaś w innych dniach otrzymuje sam nośnik w innym pomieszczeniu. W fazie testowej zwierzę może poruszać się swobodnie między pomieszczeniami i mierzony jest czas, jaki spędza w pomieszczeniu, w którym otrzymywało badaną substancję.